# 안후이 위성 텔레비전
안후이 위성 텔레비전(중국어: 安徽卫视)은 안후이 라디오 및 텔레비전 소유의 위성 채널이다.

## 개요
1960년 9월 30일에 개국했으며 본부는 안후이성 허페이시 수산구에 있다. 로고의 흰색 부분이 돌고래를 형상화하여 돌고래TV 라는 별명을 가지고 있다. 안후이 TV의 슬로건은 "好剧行天下，综艺乐万家"으로 "좋은 드라마는 하늘 아래 행복하고, 종합예술은 모두를 즐겁게하다"라는 뜻을 지닌다. 시청률과 시장 시청률과 시장점유율 부분에서 후난, 저장, 장쑤, 동방(상하이 직할시) 위성방송 등과 함께 CCTV의 채널과 각축을 벌인다.

## 역사
- 이전 이름은 안후이 TV 방송국이며, 1997년 10월 6일에 안후이 TV 위성 채널로 이름이 변경되었다.
- 2010년에는 TV 방송국과 라디오 방송국이 현재 이름으로 합병되었다.
- 2013년 11월 18일 안후이 위성 TV HD 채널이 공식적으로 지방의 케이블 TV 네트워크에서 방송되었으며 고화질 방송을 실현했고, 2014년 전국 케이블 네트워크에 방송되었다.

## 방송
- 2015년 한중 합작 '슈퍼 아이돌' (MBC MUSIC 합작)
- 2016년 2월 '김병만의 정글의 법칙'
- 2016년 '별에서 온 그대'
- 2017년 5월 8일~ 8월 16일 '용주전기 무간도'
- 남신을 만나다 : 遇见男神